# Phoebe forrestii
Phoebe forrestii là loài thực vật có hoa trong họ Nguyệt quế. Loài này được W.W. Sm. miêu tả khoa học đầu tiên năm 1921.